# Die Fliege und der Frosch
Die Fliege und der Frosch ist eine 1970 entstandene deutsche Fernsehkomödie mit O. W. Fischer als britischer Grandseigneur und Renate Roland als ihn betörendes, unbekümmertes, neckisches Mädchen. Jack Russell lieferte die Romanvorlage.

## Handlung
Sir Gabriel Kantara ist ein ziemlich selbstgefälliger und sich pompös gebender Grandseigneur der englischen Oberschicht. Er besitzt weit mehr als er benötigt und residiert auf einem hochherrschaftlichen Anwesen. Eines Tages streift er mit seinem Rolls-Royce das Moped eines jungen namenlosen Mädchens und fährt davon, ohne anzuhalten. Die Kleine ist aufgebracht ob einer derart dreisten Überheblichkeit und folgt mit ihrem demolierten Kleinfahrzeug der Luxuskarosse. Als diese hinter einem hohen Einfahrtstor verschwindet, begehrt das Mädchen Einlass, wird aber kühl abgewiesen. Sie solle sich doch wegen etwaiger Schadensersatzforderung an Sir Gabriels Versicherung wenden. Doch die brünette, junge Frau mit dem kessen Kurzhaarschnitt denkt gar nicht daran, sich einschüchtern und abwimmeln zu lassen. Verärgert über so viel schnöselige Arroganz steigt sie kurzerhand in das Anwesen ein, um den Schadensverursacher mit seiner Missetat zu konfrontieren.
Tatsächlich stößt sie auf Sir Gabriel, der das Mädchen zunächst für einen Jungen hält und sie von oben herab behandelt. Doch das Mädchen denkt gar nicht daran, sich von dem selbstgefälligen Adeligen ins Bockshorn jagen zu lassen, und lässt sich auch nicht verscheuchen. Im Laufe der Stunden nötigt sie dem Alten mit ihrer Hartnäckigkeit und ihren offen vorgetragenen Ansichten Respekt ab, und man speist schließlich sogar gemeinsam zu Abend. Nach jeder weiteren Minute beginnt das kesse Girl dem blasierten Einsiedler mehr und mehr zu gefallen, und es entwickelt sich kurzfristig beinah so etwas wie eine zarte Romanze zwischen zwei Menschen, die unterschiedlicher nicht sein könnten. Das Mädchen konfrontiert in ihrer frischen Art Sir Gabriel mit den Realitäten des ganz normalen Lebens „da draußen“ und fördert damit dessen Interesse. Doch der kurze Flirt bleibt ohne Konsequenzen. Ebenso wie die Kleine aus dem Nichts auf Gabriels Grundstück und in seinem Leben aufgetaucht ist, entschwindet sie wieder.

## Produktionsnotizen
Die Fliege und der Frosch entstand 1970 und wurde im ZDF am Samstag, dem 23. Januar 1971 um 20 Uhr 15 ausgestrahlt.
Es ist die Neuverfilmung des britischen Fernsehfilms The Mayfly and the Frog (1966) mit John Gielgud in der Hauptrolle.